# Сек'юриті
«Сек'юриті» (англ. Security) — американська стрічка 2017 року з Антоніо Бандерасом у головній ролі.

## Сюжет
Едді Дікон — у відставці й вже близько року не може влаштуватися на роботу, тому погоджується працювати охоронцем торгового центру. В його нічну зміну в зачинені двері стукає налякана дівчинка, її впускають. Охоронці виявляють відсутність зв'язку, можливо через негоду. Чоловік, який представляється батьком, пропонує величезну суму грошей за дитину при умові, що відео з камер спостережень зникне. Едді не погоджується. Чоловік з'ясовує, що Джеймі — важливий свідок у справі проти впливових людей.
Співробітники торгового центру всю відповідальність покладають на Едді. Бандити таранять будівлю та проникають всередину. Ватажок наказує вбити дівчинку до ранку в іншому випадку всі члени їхніх родин загинуть разом з ними. Охоронці намагаються відволікти банду, відбувається перестрілка: Джонні гине, Рубі отримує серйозне поранення. Машини поліцейських прибувають до торгового центру. Едді розуміє, що вони несправжні копи. Їм вдається вбити Мейсона. Джеймі ховається.
Едді вбиває ватажка. До торгового центру прибувають ще поліцейські, які рятують Джеймі. Едді повертається у свою сім'ю.

## У ролях
| Актор             | Роль          |
| ----------------- | ------------- |
| Антоніо Бандерас  | Эдді Дікон    |
| Габріелла Райт    | Рубі          |
| Бен Кінгслі       | Чарлі         |
| Ліам Макінтайр    | Венс          |
| Шарі Вотсон       | адміністратор |
| Чад Ліндберг      | Мейсон        |
| Кунг Ле           | Джонні        |
| Дзіро Ван         | Мертві очі    |
| Катрін де ла Роча | Джеймі        |

## Створення фільму

### Виробництво
Зйомки фільму проходили в Болгарії.

### Знімальна група
- Кінорежисер — Ален Дерошер
- Сценаристи — Томі Мошер, Джон Салліван
- Кінопродюсер — Джеффрі Грінстейн, Девід Гарріс, Джіселла Маренго, Джонатан Юнгер
- Композитор — FM Le Sieur
- Кінооператор — Антон Бакарскі
- Кіномонтаж — Ерік Дроуін, Пол Гарб
- Художник-постановник — Антонелло Рубіно
- Артдиректор — Іван Рангелов, Алессандро Тросо
- Художник-декоратор — Арта Тоцці
- Художник-костюмер — Анна Гелінова
- Підбір акторів — Маріанн Станічева[2]

## Сприйняття
Фільм отримав змішані відгуки. На сайті Rotten Tomatoes оцінка стрічки становить 35 % на основі 294 відгуки від глядачів (середня оцінка 2,9/5). Фільму зарахований «розсипаний попкорн» від глядачів, Internet Movie Database — 5,7/10 (11 955 голосів).